# Léa Nature
 (septembre 2022).
 (septembre 2022).
Pour les articles homonymes, voir Lea.
Léa Nature est un fabricant français de produits naturels et biologiques. Société familiale et indépendante créée en 1993 par Charles Kloboukoff, le chiffre d'affaires de l'entreprise dépasse en 2016 les 150 millions d'euros et distribue seize marques. Son siège social est basé à Périgny (Charente-Maritime).
Léa Nature fait partie de la holding Compagnie Biodiversité avec Ekibio et Bioléa, qui rassemble 2 000 collaborateurs.
En octobre 2021, le PDG-fondateur et actionnaire majoritaire Charles Kloboukoff annonce vouloir transmettre (via une donation) la majorité des actions du groupe Compagnie Léa Nature à un organisme d'intérêt général, le Fonds de soutien aux initiatives citoyennes utopiques et solidaires (FICUS). Ce fonds de dotation, alimenté par les dividendes du groupe, financera des actions d'intérêt général

## Historique
(février 2017).
1993 : création de LÉA-Institut Vital à Pantin, acronyme de « Laboratoire d’équilibre alimentaire »
En 1994, l'entreprise développe une gamme en phytothérapie, Floressance, suivi en 1995 d'une gamme de produits bio, Le Jardin Biologique, en 1996 d'une gamme de cosmétiques naturels et déménage son siège social à La Rochelle.
1999 : construction d’un nouveau site industriel sur 7 000 m2 à Périgny avec installation du siège social.
En 2000, Léa Nature rachète la conserverie Bioviver et de la marque diététique Silhouette.
2001 : extension du siège social portant à 11 000 m2 la surface totale
2003 : lancement de la première gamme certifiée cosmétique biologique Natessance
2004 : lancement d’une gamme de soins biologiques Natessance pour bébés
2005 :
- Le Jardin Biologique devient Jardin BiO’ et lance ses premiers produits d’épicerie biologique issus du commerce équitable
- arrivée des premiers cosmétiques sans parabène, sans pétrochimie à l’huile d’argan bio : Lift’Argan

2006 : extension du siège social à 20 000 m2 avec des matériaux écologiques et l’arrivée de 4 types d’énergies renouvelables,
2008 : lancement de SO’BiO étic, gamme de soins cosmétiques et d’hygiène biologique en grande distribution
2009 : lancement de Biovie, première gamme de produits d’entretien écologiques en grande distribution
2010 : création du groupement de fabricants Bioléa avec le rachat de Bio Par Cœur (Gers) et de Kambio (Loire), fabricants de produits traiteurs bio
2011 : rachat de Vitamont, fabricant de jus bio (Lot-et-Garonne) qui rejoint Bioléa
2012 : nouvelle extension au siège social de 3 000 m2 en logistique
2014 :
- lancement de la marque de soins cosmétiques Île de Ré
- rachat d’Alpha Nutrition, fabricant de produits bio sans gluten
- prise de participation majoritaire dans Ekibio (Priméal, Bisson, Pain des fleurs)[14],[15] par la holding Compagnie Biodiversité (le rapprochement forme un groupe qui compte plus de 1 000 salariés[16])

2015, une nouvelle extension de la logistique de 3 000 m2 est créée
- Bpifrance entre dans le capital de l'entreprise

2016 :
- construction de l'usine de sachets repas à Damazan[17]
- rachat du site industriel de Delphi[18] à Périgny (17)

En 2017, une nouvelle unité de production cosmétique entre en service.En mars 2017, Léa Nature prévoit l'investissement de 40 millions d'euros dans l'outil industriel en France.

## Principales entités du groupe
| Nom                              | Code Postal | Siège       | C.A. M€ | Effectif |
| -------------------------------- | ----------- | ----------- | ------- | -------- |
| Naturenvie                       | 17180       | Périgny     | 169     | 378      |
| Ekibio Peaugres                  | 07340       | Peaugres    | 98      | 173      |
| Distrinat                        | 17180       | Périgny     | 58      | 62       |
| Laboratoires Lea                 | 17180       | Périgny     | 41      | 145      |
| Vitamont                         | 47150       | Monflanquin | 27      | 42       |
| Laboratoire Natescience          | 17180       | Périgny     | 24      | nc       |
| Biovivier Conserverie            | 47130       | Bazens      | 16      | 45       |
| BPC Kambio                       | 32260       | Seissan     | 14      | 66       |
| Groupe Lea Nature                | 17180       | Périgny     | 10      | 116      |
| Compagnie Biodiversité (holding) | 17180       | Périgny     | 4,7     | 14       |
| Lea International                | 17180       | Périgny     | 3,7     | 34       |
| La Boutique Lea Nature           | 17180       | Périgny     | 3,5     | 17       |
| Ekibio (holding)                 | 07340       | Peaugres    | 2       | 2        |
| Alternature                      | 17180       | Périgny     | 1,5     | 42       |

## Engagement environnemental
Depuis 2007, les marques de Léa Nature adhèrent au réseau mondial 1 % pour la planète : 1 % de leur chiffre d’affaires est donc reversé à des associations agissant pour la protection de l’environnement.